# «Покайся, Арлекин!» — сказал Тиктакщик
«„Покайся, Арлекин!“ — сказал Тиктакщик» (англ. «Repent, Harlequin!» Said the Ticktockman; в других переводах — «Покайся, Арлекин!» и «„Кайся, Паяц!“ — сказал Тиктак») — фантастический рассказ Харлана Эллисона (1965). В 1966 году произведение получило премии «Хьюго» и «Небьюла» за лучший рассказ 1965 года.

## Сюжет
Общество будущего ценит прежде всего время: за регулярные опоздания на работу можно лишиться жизни. Временем и связанными с ним проблемами занимается специальное ведомство под управлением внушающего страх обывателям Тиктакщика. Однако появляется герой, скрывающийся под маской Арлекина, который ратует за свободное времяпрепровождение, без страха лишиться головы и рассчитанности до секунды. Ради своей цели он устраивает различные акции, срывая распорядок дня для разных групп граждан. Это раздражает Тиктакщика и заставляет его взяться за поиски героя, применяя всё бо́льшие силы.

## Публикации
- Декабрь 1965 года — Galaxy Science Fiction

## Награды
- 1966 год — премия «Хьюго» за лучший рассказ[1]
- 1966 год — премия «Небьюла» за лучший рассказ[2]
- 2015 год — «Зал славы» премии «Прометей»

## Судебное разбирательство
15 сентября 2011 года, согласно The Hollywood Reporter, писатель-фантаст Харлан Эллисон подал в суд Калифорнии на производителей фильма «Время» (2011), сюжет которого взят из его рассказа. После просмотра фильма Эллисон добровольно отозвал исковое заявление.